# 高野孝子
高野 孝子（たかの たかこ、1963年3月30日- ）は、日本の女性冒険家として、1995年に冒険家5人と5ヶ月かけてロシアからカナダまでの北極海を世界で初めて無動力（スキー・犬ぞり・カヌー）の極点横断をした。現在は野外・環境教育活動家として、特定非営利活動法人ECOPLUSの代表理事を務める。新潟県南魚沼市大沢在住。

## 経歴
- 1963年 - 新潟県南魚沼郡塩沢町（現南魚沼市）に生れる。
- 1986年 - 早稲田大学第一文学部卒業。 
  - オーストラリアで科学調査と奉仕・冒険活動 （オペレーション・ローリー日本代表で3ヶ月間）
- 1987年 - 香港から中国大陸、ソ連、ヨーロッパ、インドの旅（バックパックで約6ヶ月間）
- 1989年 - 早稲田大学大学院政治学研究科修士課程を修了。
  - アマゾン川を1,500kmカヌーで下る（男女4名チーム）
  - ジャパンタイムズ入社、編集局記者。
- 1990年 - エルブルス山脈にて高所トレーニング。
- 1991年 - 厳冬期のソ連極東地方冒険行でベーリング海峡を横断。 
  - 北極点へパラシュートジャンプ（ソ連空軍の救助演習に参加）
- 1992年 - エコクラブ（環境教育NGO）を設立してヤップ島プログラムを開始。
  - サンディエゴ～サンフランシスコ間で帆船航海（日本初の民間セイルトレーニングシップ「海星」）
  - 南極大陸東部へ（ロシア砕氷船）
- 1993年 - サバイバルレース「レイド・ゴロワーズ」参加（マダガスカル島）
- 1994年 - ワールドスクールネットワークを設立。
  - カナダ北極圏にて犬ぞりとカヌースレッドの旅（5ヶ国6名のチーム）
- 1995年 - 4ヶ国5名のチームでロシア側から入る北極海無動力横断を成功（世界初）
- 2000年 - ケンブリッジ大学大学院地理学部「環境と開発」修士号を習得。 
  - エジンバラ大学教育学部博士課程（環境教育・野外教育セクション）修了。
- 2002年 - 社会貢献活動と未来の地球のために活動する女性に贈られる「オメガアワード2002」を受賞（7名）
- 2003年 - 特定非営利活動法人ECOPLUSを設立。
- 2005年 - エジンバラ大学大学院教育学博士課程（野外・環境教育専攻）修了。
- 2006年 - 早稲田大学WAVOC客員准教授に就任。
- 2007年 - TAPPO南魚沼やまとくらしの学校（南魚沼市栃窪[1]・清水[2]・後山）の事業を開始。[3]
- 2010年 - 立教大学異文化コミュニケーション学科特任教授に就任。
- 2011年 - 早稲田大学WAVOC客員教授。
- 2012年 - 2月9日、南魚沼市地球温暖化対策地域協議会 会長に就任。
- 2013年 - 早稲田大学留学センター教授[4]。
- 2017年 - 1月23日、早稲田大学ティーチングアワード（2016年度春学期）を受賞[5]
  - 2月9日、『ジャパンアウトドアリーダーズアワード 2017 』特別賞を受賞[6][7][8]
  - 4月 - 早稲田大学文化構想学部教授[9]

## 役職
- 早稲田大学文化構想学部教授
- 早稲田大学留学センター教授
- 名古屋大学大学院研究員
- 日本キャンプ協会理事
- 財団法人日本アウトワード・バウンド協会評議員
- NPO法人日本エコツーリズムセンター理事

## 著書

### 単著
- 『てっぺんから見た真っ白い地球―女性冒険家の北極物語』（ジャパンタイムズ ,1993年） ISBN 978-4789007108
- 『科学絵本 われら北極探検隊』（小学館, 1996年） ISBN 978-4097270492
- 『野外で変わる子どもたち―地球は彼らの学校だ』（情報センター出版局, 1996年） ISBN 978-4795821729
- 『ホワイトアウトの世界で―北極海横断・犬ぞりの旅 (Pimple note) 』（国土社 ,1998年）ISBN 978-4337600010
- 『地球の笑顔に魅せられて　冒険と教育の25年 』（海象社, 2010年）ISBN 978-4-907717-06-3 C0095

### 共著
- （平山郁夫・石弘之）『世界遺産のいま』（朝日新聞出版, 1998年）ISBN 9784022572769
- （岩崎正弥）場の教育「土地に根ざす学び」の水脈（農文協, 2010年）ISBN 9784540092251

### 訳書
- 『悪魔の棲む台地―ロスト・ワールド（地球人ライブラリー）』（小学館, 1995年）ISBN 978-4092510111

## 出演番組
- 1億人の大質問!?笑ってコラえて!（2017.2.08）[10]